# 氷晶核
気象学における氷晶核（ひょうしょうかく、英: ice nuclei）は、大気から雲が生成されるとき、気体の水蒸気から固体の氷に昇華するとき、あるいは液体の水から固体の氷に凝固するときに核（昇華核・凝固核）として働く微粒子のこと。雲核の1種。
植物学や生物学において、凍結の際に核となる物質を指して言う場合もある。ここでは気象学における氷晶核について扱う。

4通りの氷晶形成プロセスを示す図。左から順に、氷晶核を介さない均質核生成、昇華、凝結凍結/内部凍結、接触凍結。

大気中に浮遊するエアロゾル（エーロゾル）である。氷晶核は半径 0.1 マイクロメートル(μm)以上が多い。
自然の大気においては、凝結核に比べると氷晶核の数（密度）は極端に少ない。そのため、無数の雲粒の中で氷晶になるのはごくわずかである。他の雲粒は0 ℃以下であっても過冷却の水滴であり、氷晶はこの水滴を蒸発・昇華させて成長する（昇華成長）。また、気温が低くなるほど氷晶になる雲粒の数が増え、-40 ℃くらいではほぼすべてが氷晶になる。これは、過冷却の水滴が氷晶核なしでも凍結し始めるためである。
大気中での固体水分子の均質核生成は高い温度では不十分なため、氷晶核は不均質核生成による固体水分子の結晶（氷晶）の形成を媒介する。氷に近い格子定数をもつ氷晶核が働いていると考えられている。
氷晶核は4種類に分けられる。後者3つをまとめて凍結核という場合もある。

## 昇華核
過飽和の空気中で、水蒸気から直接昇華して氷晶となるときに働く核。

## 凝結凍結核
凝結核と凍結核の両方の性質を持つ核。
まず微粒子の中の水溶性物質が、空気中で凝結核の役割を果たして凝結させ、水滴が過冷却になると、不溶性物質が水滴の中で凍結核として働き凍結させる。
大気中では、黄砂の微粒子が大気汚染物質を吸着して他の物質を生成することが観測で分かっているように、化学反応や吸着によって水溶性物質と不溶性物質が1つの微粒子としてまとまることは、有り得ると考えられている。

## 衝突凝結核
大気中で、過冷却の水滴に衝突して、その衝撃により凍結させる核。

## 凍結核
大気中で、過冷却の水滴に取り込まれ、その中で水滴を凍結（内部凍結）させる核。衝撃とは関係がない。

## 氷晶核となるエアロゾル
氷晶核の多くは、土壌粒子のうち、結晶性の粘土鉱物であると考えられている。
ヨウ化銀は- 8℃、カオリナイトは- 15℃(ともにLindow,1983)で氷晶核として働き始めるとされている。
また、氷核タンパク質を持つ氷核細菌はこれより高い温度で氷晶核として働き、Erwinia herbicola、Erwinia ananas、Pseudomonas flourescens、Pseudomonas syringaeなどは- 2℃で働く(Morris et al., 2005)。氷核タンパク質は鉱物粒子の表面に付着し、鉱物単体よりも高い温度で氷晶核として働くことがある。氷核細菌の棲む落ち葉がない冬の積雪地や南極の雪でも、氷晶核の半分近くは鉱物粒子の表面に氷核タンパク質が付着したものだったという報告もある。